# Bridgestone Doubles Championships 1984
Bridgestone Doubles Championships 1984 — тенісний турнір, що проходив на закритих кортах з килимовим покриттям у Токіо (Японія). Належав до Світової чемпіонської серії Вірджинії Слімс 1984. Тривав з 5 до 11 березня 1984 року.

## Фінальна частина
Енн Кійомура /  Пем Шрайвер —  Барбара Джордан /  Елізабет Смайлі, 6–3, 6–7, 6–3.
- Для Кійомури це був 1-й титул за рік і 25-й — за кар'єру. Для Шрайвер це був 5-й титул за сезон і 53-й — за кар'єру.